# Irish League 1982-1983
L'Irish League 1982-1983 è stata la 82ª edizione della prima divisione del campionato nordirlandese di calcio.
Il campionato era formato da dodici squadre e il Linfield vinse il titolo. Non vi furono retrocessioni.

## Classifica finale
| Pos. | Squadra          | G  | V  | N | P  | GF | GS | Punti |
| ---- | ---------------- | -- | -- | - | -- | -- | -- | ----- |
| 1    | Linfield         | 22 | 15 | 5 | 2  | 43 | 13 | 35    |
| 2    | Glentoran        | 22 | 14 | 2 | 6  | 49 | 21 | 30    |
| 3    | Coleraine        | 22 | 11 | 6 | 5  | 44 | 25 | 28    |
| 4    | Portadown        | 22 | 10 | 6 | 6  | 29 | 17 | 26    |
| 5    | Crusaders        | 22 | 11 | 3 | 8  | 35 | 26 | 25    |
| 6    | Cliftonville     | 22 | 10 | 4 | 8  | 30 | 24 | 24    |
| 7    | Ards             | 22 | 9  | 4 | 9  | 40 | 41 | 22    |
| 8    | Ballymena United | 22 | 8  | 4 | 10 | 32 | 41 | 20    |
| 9    | Distillery       | 22 | 7  | 4 | 11 | 23 | 46 | 18    |
| 10   | Glenavon         | 22 | 6  | 4 | 12 | 26 | 37 | 16    |
| 11   | Larne            | 22 | 6  | 3 | 13 | 31 | 40 | 15    |
| 12   | Bangor           | 22 | 1  | 3 | 18 | 17 | 68 | 5     |

G = Partite giocate; V = Vittorie; N = Nulle/Pareggi; P = Perse; GF = Goal fatti; GS = Goal subiti; 